# Hygophum atratum
Hygophum atratum är en fiskart som först beskrevs av Garman, 1899.  Hygophum atratum ingår i släktet Hygophum och familjen prickfiskar. Inga underarter finns listade i Catalogue of Life.